# マルキオストロの受胎告知

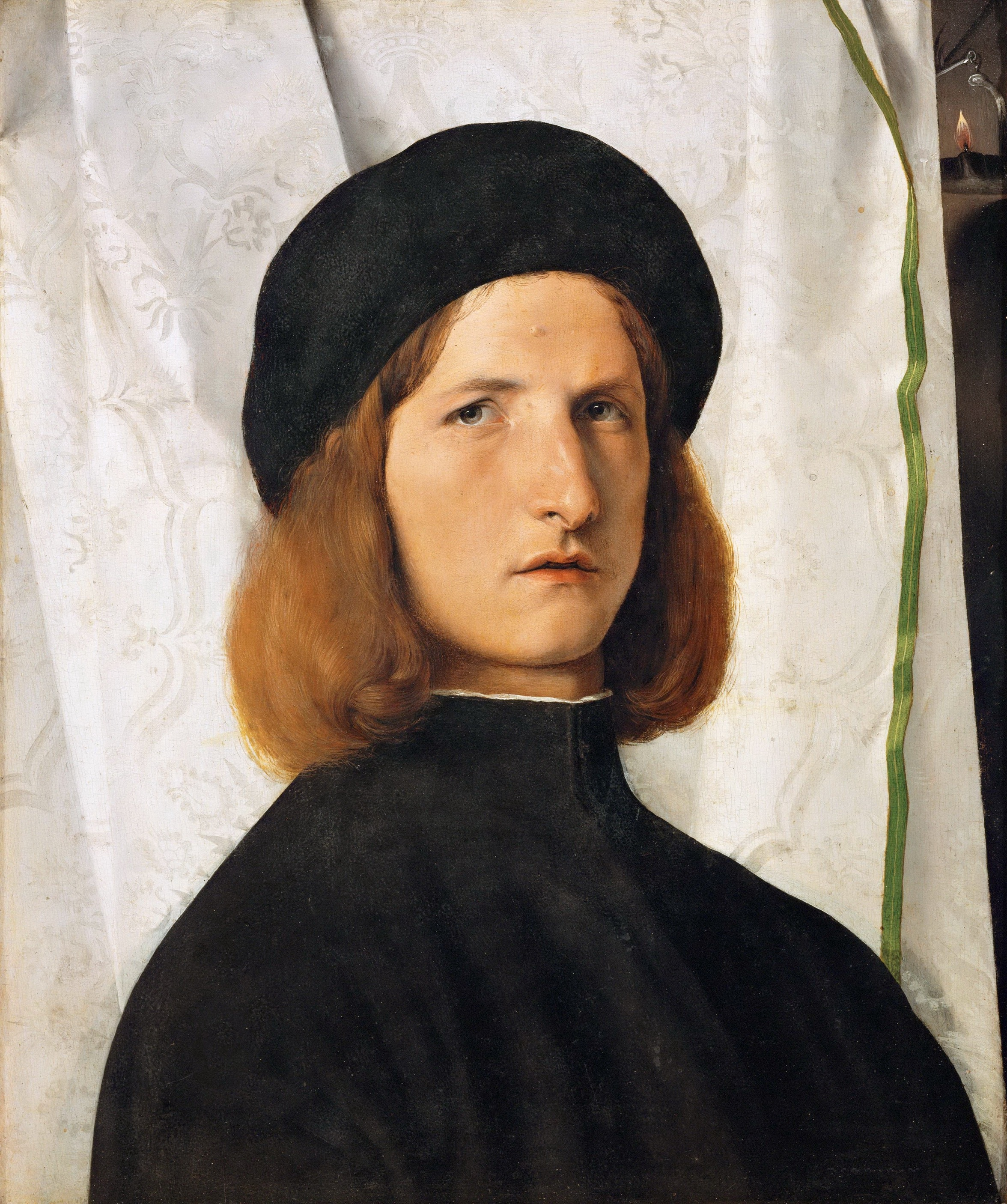
ブロッカルド・マルキオストロの肖像画と考えられているロレンツォ・ロットの『ランプのある青年の肖像』。美術史美術館所蔵。

『マルキオストロの受胎告知』（マルキオストロのじゅたいこくち、伊: Annunciazione Malchiostro, 英: Malchiostro Annunciation）は、イタリア、ルネサンス期のヴェネツィア派の巨匠ティツィアーノ・ヴェチェッリオが1519年から1520年にかけて制作した絵画である。油彩。いくつか知られているティツィアーノの受胎告知の作例の1つで、ヴェネト地方の都市トレヴィーゾのサン・ピエトロ・アポストロ大聖堂のマルキオストロ礼拝堂（Malchiostro Chapel）の祭壇画として制作された。現在も同大聖堂に所蔵されている。

## 制作経緯
トレヴィーゾ大聖堂の祭壇の左側にある、聖具室の近くのマルキオストロ礼拝堂は、司教であり人文主義者ベルナルド・デ・ロッシの秘書であったブロッカルド・マルキオストロ（Broccardo Malchiostro）の依頼で建設された。礼拝堂はトゥッリオ・ロンバルドとアントニオ・ロンバルドの兄弟の設計のもと1519年10月に完成し、1520年までイル・ポルデノーネによって壁面とクーポラの天井にフレスコ画が描かれた。礼拝堂の装飾が完成したのは1523年1月頃であり、『受胎告知』もまた同時期に助手の助けを借りて制作されたと考えられている。

## 作品
ティツィアーノは市松模様に舗装された床を持つ教会の身廊で受胎告知が行われる様を描いている。ティツィアーノは受胎告知の場面の通例である画面左側に大天使ガブリエルを、右側に聖母マリアを配置する代わりに、両者を入れ替えて大天使を右側後方に、聖母マリアを左側前景に動かして、対角線的に配置することで、それまでの図像に革新をもたらした。また大天使の背後の空から神聖な光を聖母に向けて当てた。画面中央の奥の柱の後ろに見えるのは寄進者ブロッカルド・マルキオストロであり、鑑賞者からかなり離れた位置に配置されている。
より自然に捉えられた聖母マリアの姿は画面の中で最も際立っている。重くて絹のような大きなマントを身にまとった聖母は、驚いて手にした本を地面に置き、躊躇したり恐れることをせずに厳粛な身ぶりで振り返っている。対してぎこちなく描かれた天使は何人かの研究者から助手（おそらくパリス・ボルドーネ）によって描かれたと主張されているが、一般的にティツィアーノの作品として受け入れられている。
背景の寄進者の肖像は1526年に、不道徳な息子たちによる樹脂やその他の汚れで攻撃され、外観を損なったため、おそらく1526年以降に塗り直された。

## 影響
現在、この作品は過小評価される傾向にあるが、当時はかなりの関心を集め、受胎告知の典型的な設定に革新をもたらしたと考えられている。実際にロレンツォ・ロットの『レカナティの受胎告知』（Recanati Annunciation）は本作品に触発されて制作され、聖母マリアと天使の配置や両者の身振りなどの発想を本作品に負っている。特にロットの注目すべき点として、本作品では天使の出現による聖母の驚きは床に置かれた本と振り返る仕草で表現されているが、ロットは振り返ることなく逃げ去るろうとする姿で表現している。

## ギャラリー

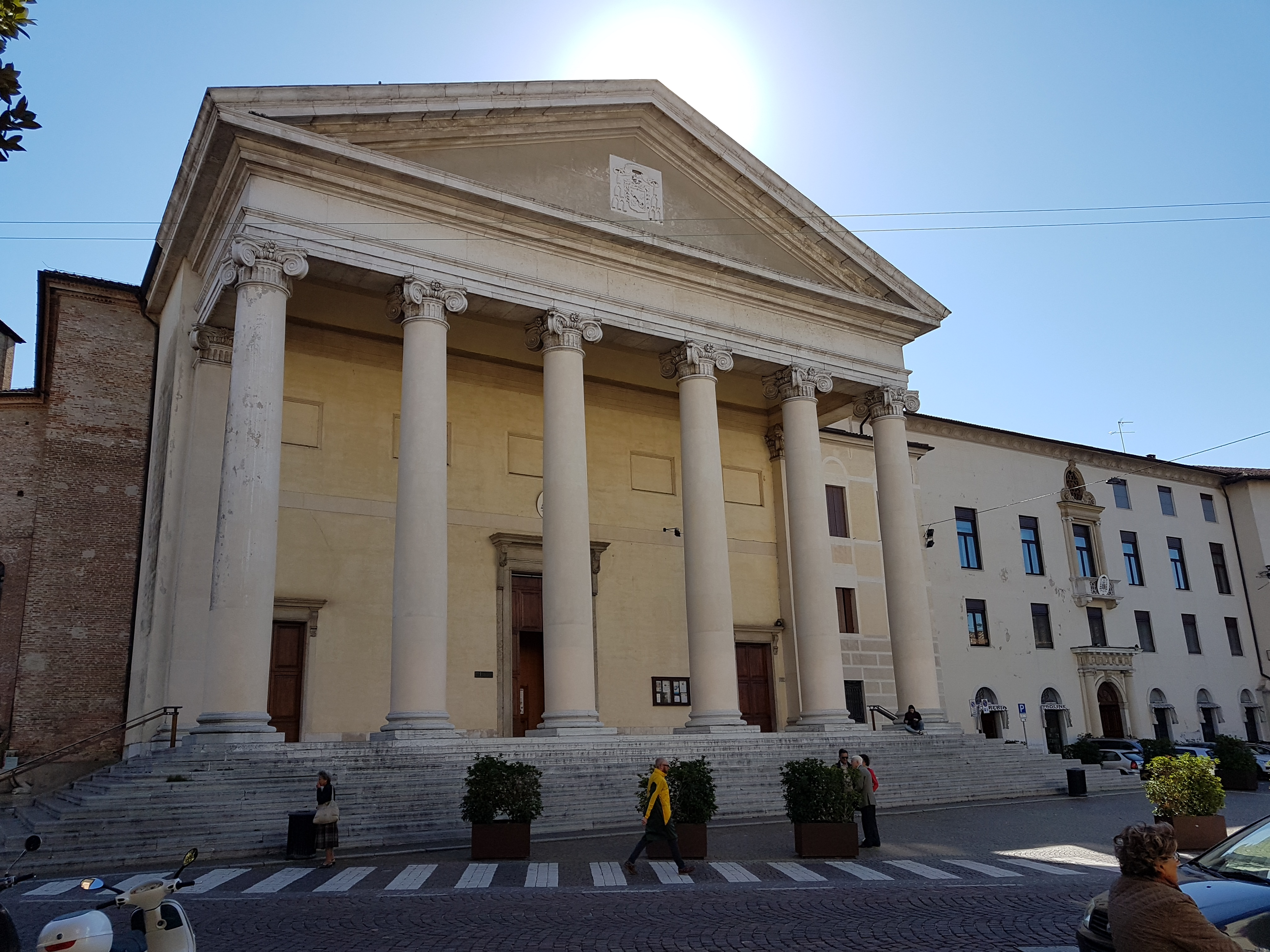
サン・ピエトロ・アポストロ大聖堂（英語版）のファサード
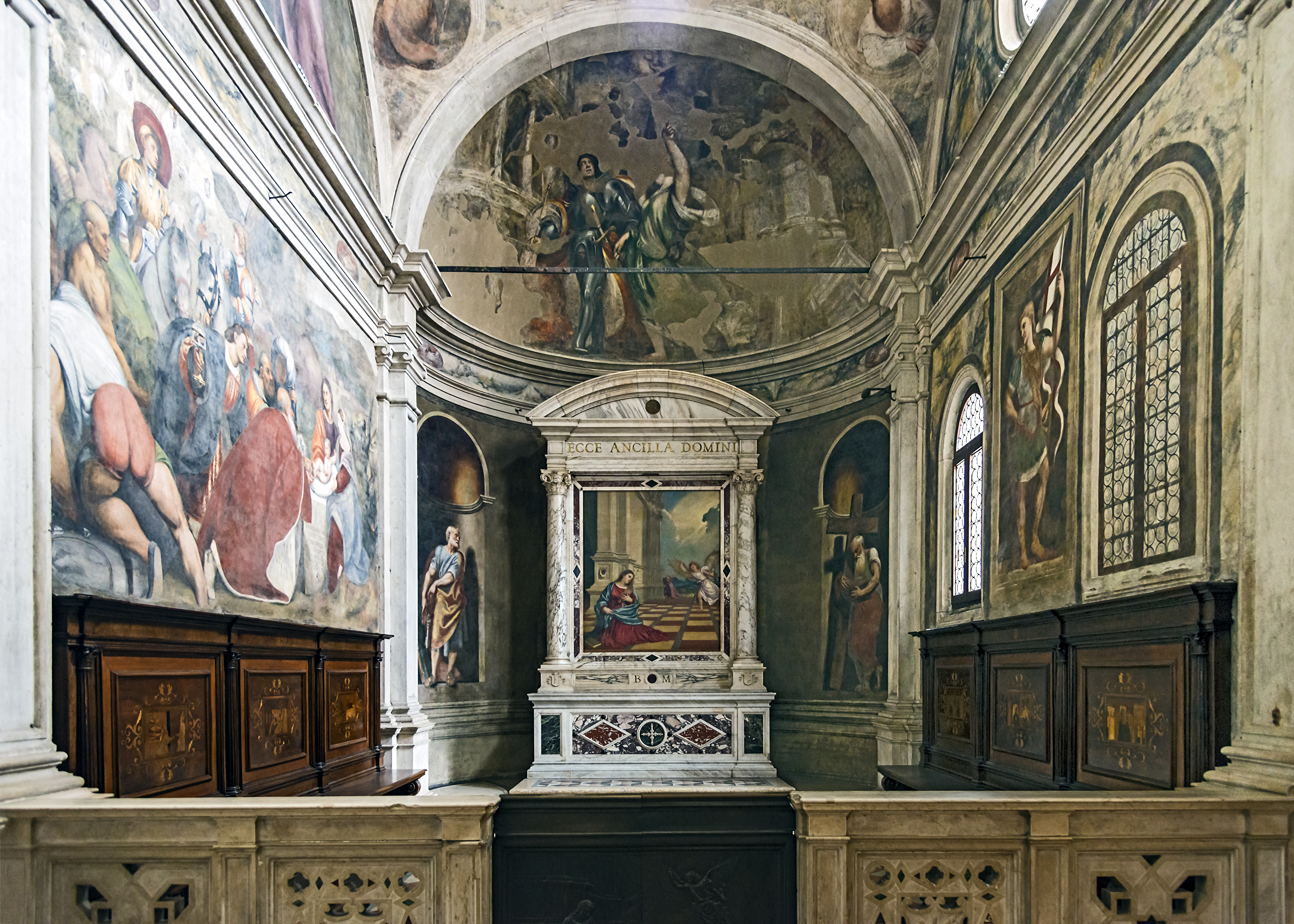
マルキオストロ礼拝堂の壁画と祭壇画『処女受胎』
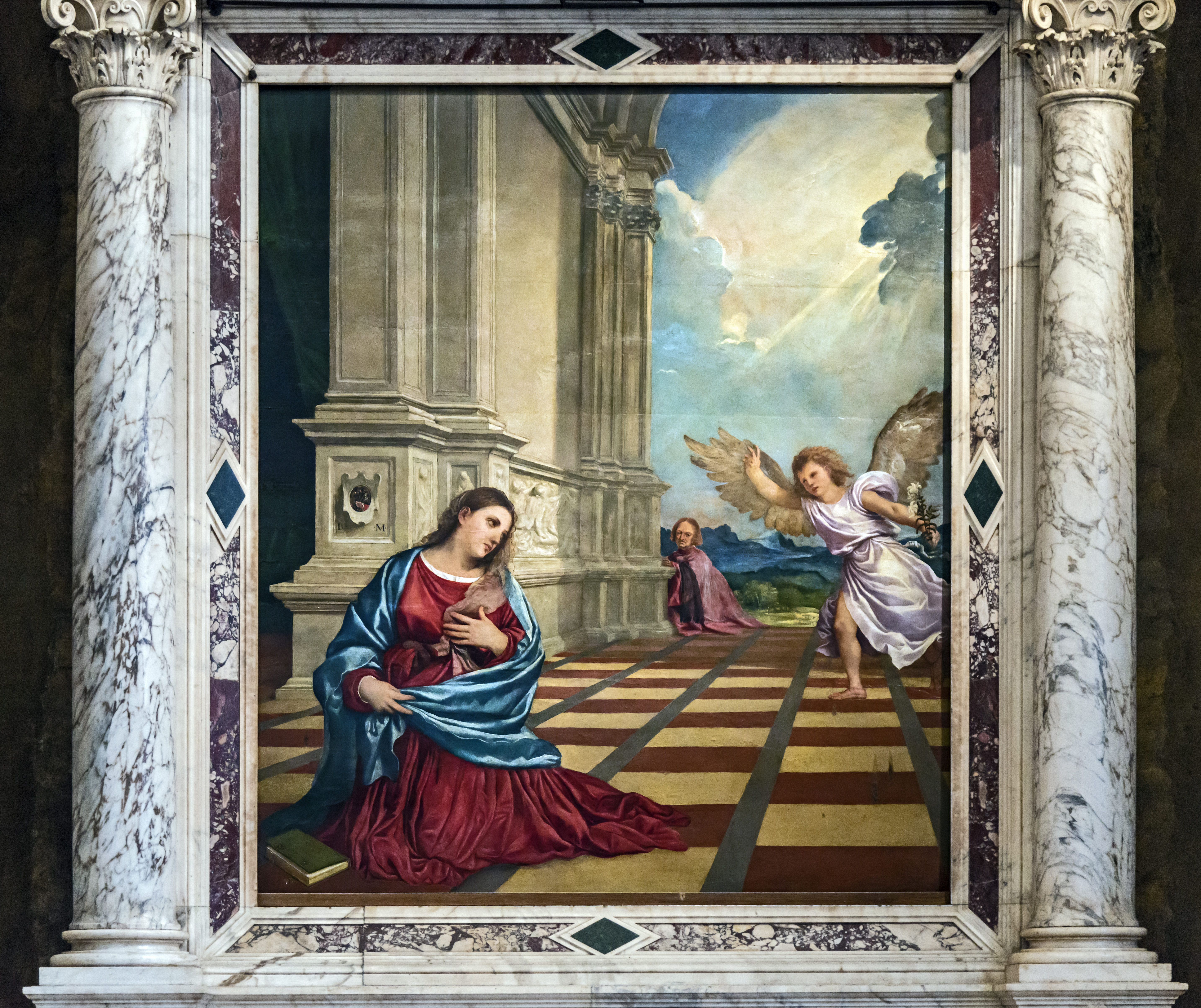
『処女受胎』の額縁

ティツィアーノの『受胎告知』は本作品のほかに以下のような作例がある。

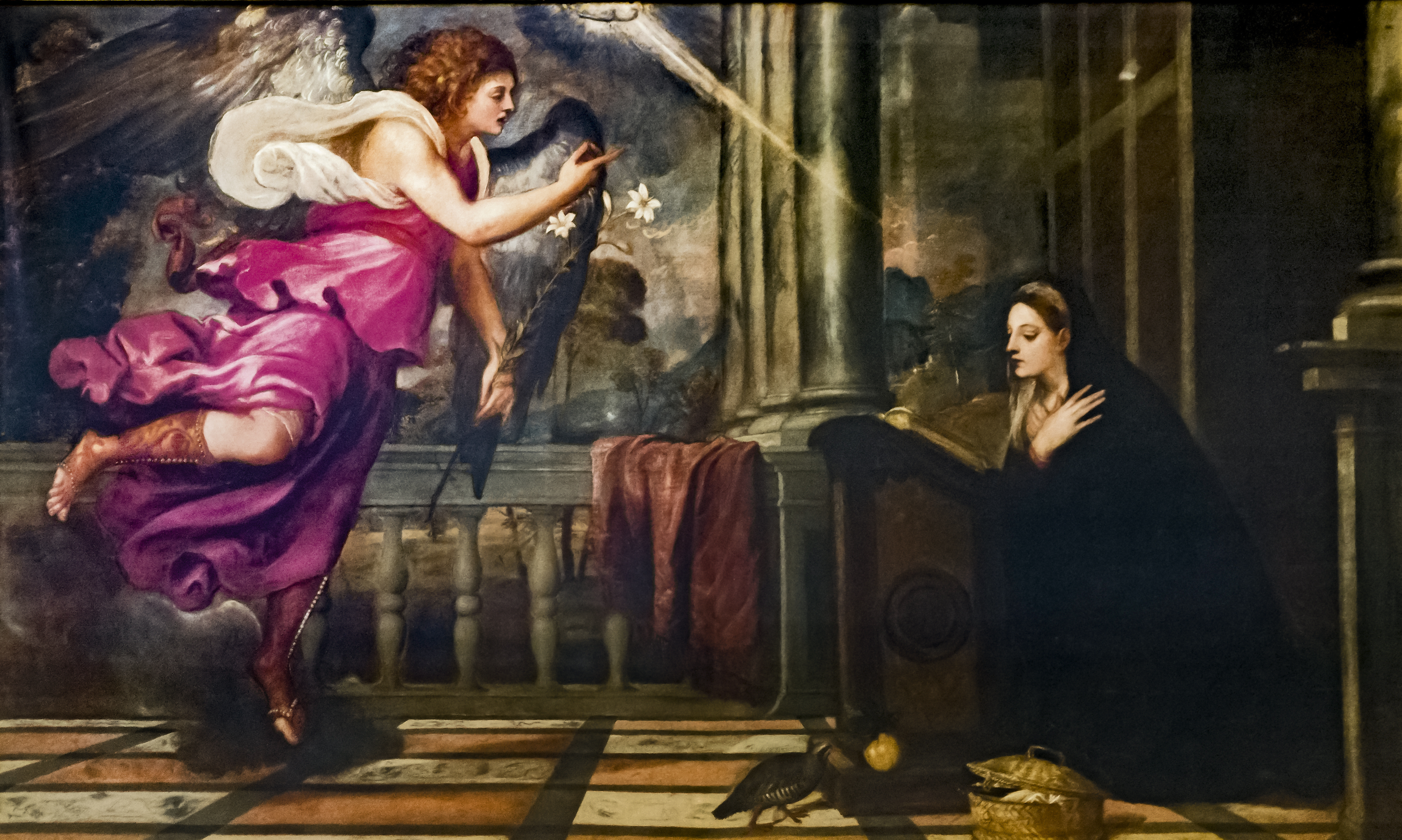
『受胎告知』1535年頃 サン・ロッコ大同信徒会所蔵
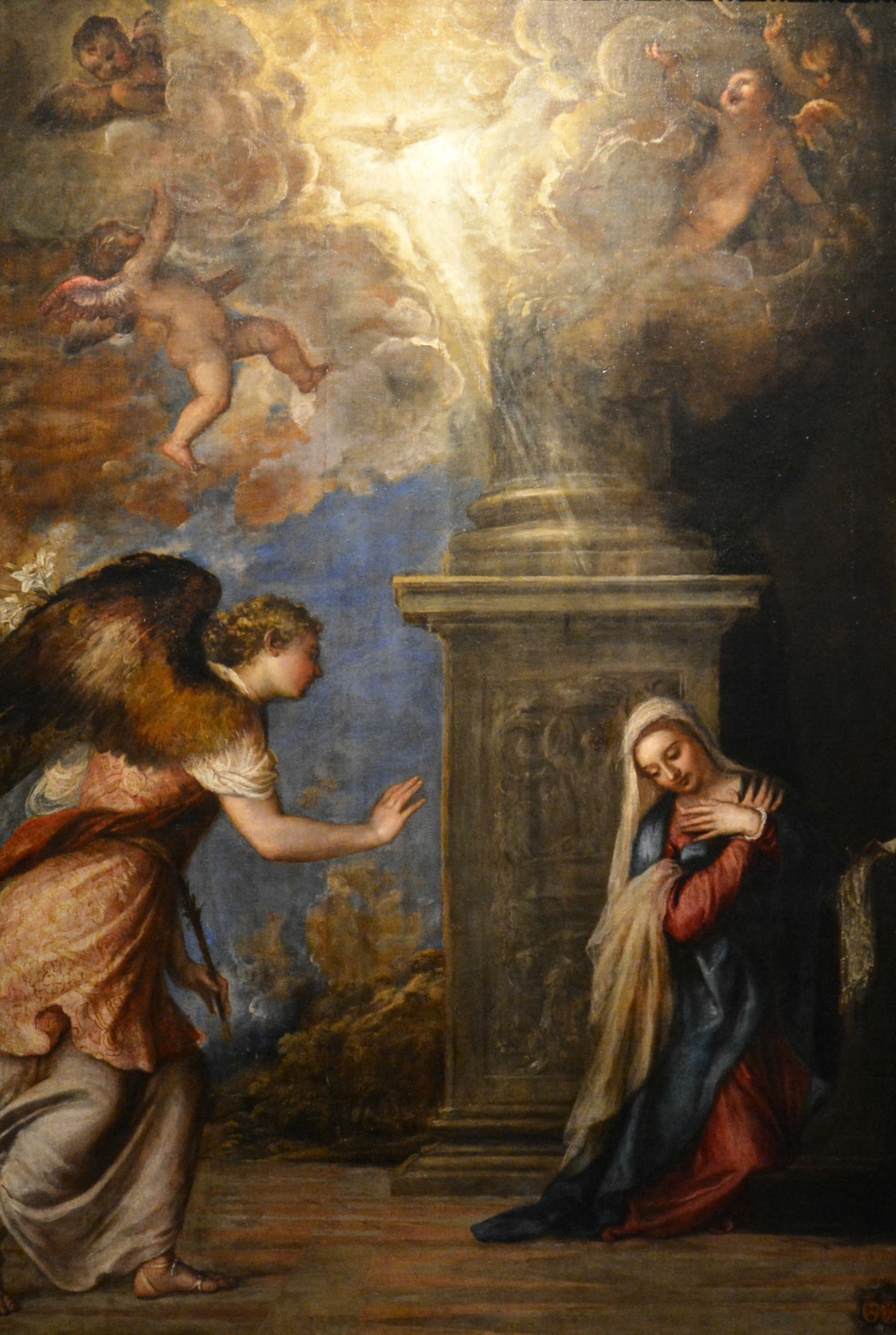
『受胎告知』1557年頃 カポディモンテ美術館所蔵
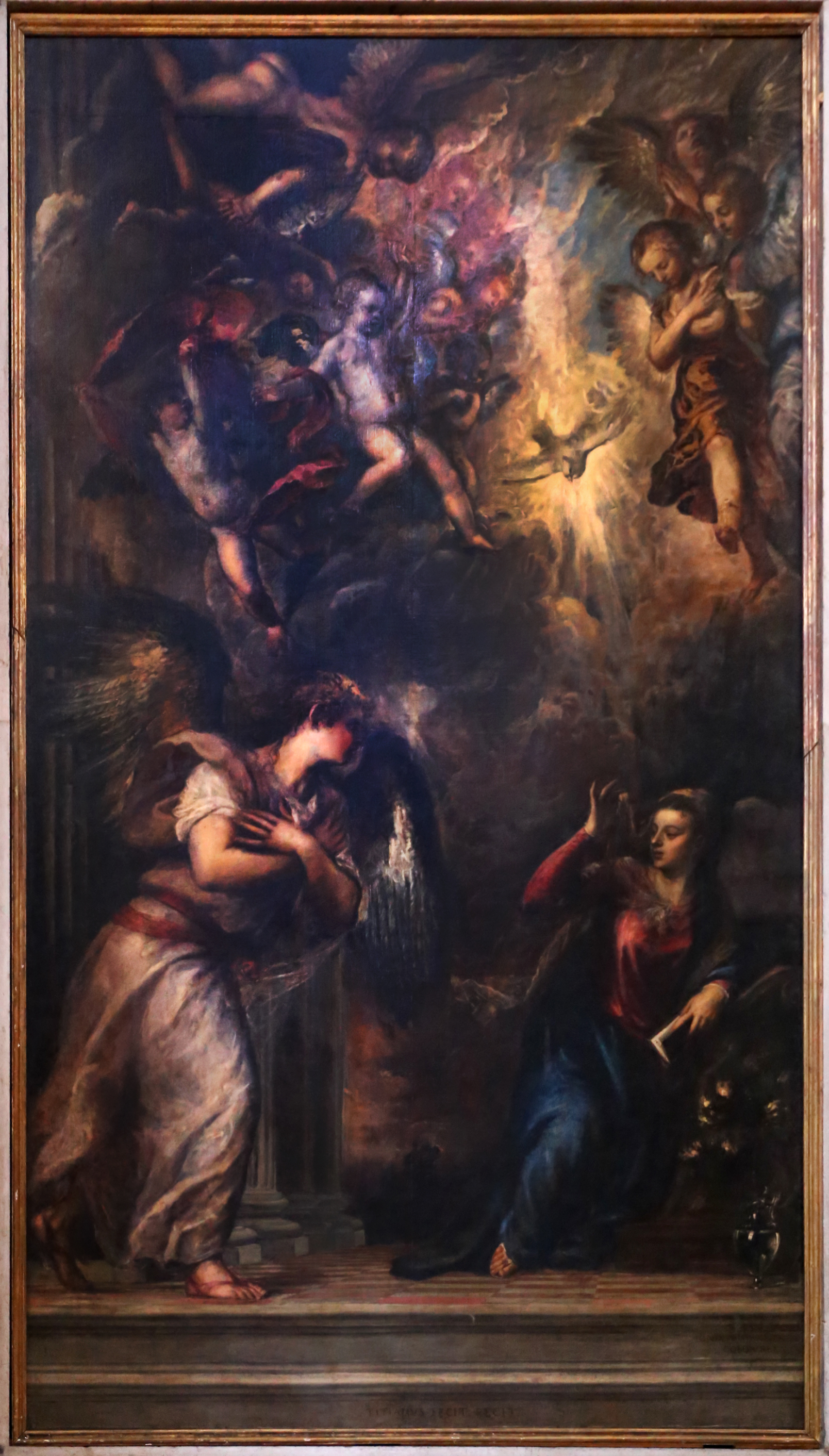
『受胎告知』1559年から1564年の間 サン・サルバドール教会（英語版）所蔵